# Krigsbrott under Rysslands invasion av Ukraina

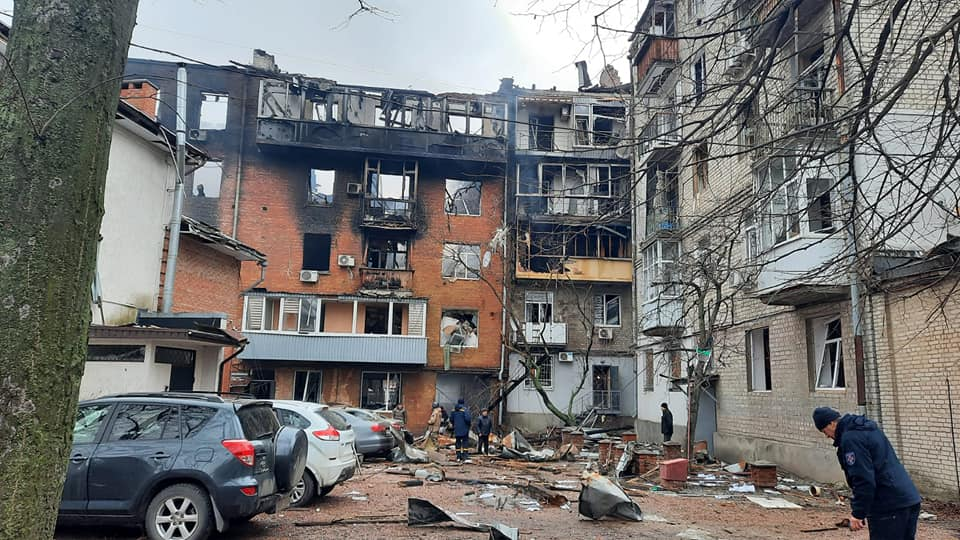
Bombade civila byggnader kring Charkiv.

Under Rysslands invasion av Ukraina har ryska styrkor anklagats för att göra sig skyldiga till krigsbrott, däribland användandet av klusterammunition och termobariska vapen i bostadsområden, attacker mot humanitära korridorer med flyktingar, sjukhus och andra civila mål, eldgivning mot obeväpnade civila, sexuellt våld, förstörelse av kulturarv, mord och tortyr av ukrainska krigsfångar, samt deportering av civila från ockuperat territorium till Ryssland.
I början av mars 2022 deklarerade Internationella brottmålsdomstolen (ICC) att de påbörjat en utredning gällande krigsbrott och brott mot mänskligheten begångna i Ukraina från den 21 november 2013 och framåt. Den ryska invasionen var också ett brott mot FN-stadgan och kan utgöra ett aggressionsbrott enligt Romstadgan.
Den 17 mars 2023 utfärdade ICC en arresteringsorder för Vladimir Putin och Maria Lvova-Belova gällande Rysslands kidnappningar av ukrainska barn.

## Attacker mot civila mål
Enligt Amnesty International har den ryska invasionsstyrkan utfört attacker mot civila mål, såsom sjukhus. Den 25 februari yttrade organisationen att ryska styrkor visat "en nonchalans inför faran för civila liv genom användningen av ballistiska missiler och andra explosiva vapen med stora områdeseffekter i tätbefolkade områden". Ryssland har inkorrekt påstått att man enbart använt precisionsstyrd ammunition. Enligt Amnesty har tre angrepp kring Vuhledar, Charkiv och Uman troligen utgjort krigsbrott.
Den 1 och 2 mars besköts ett tätbefolkat område i Mariupol av ryskt artilleri under närmare 15 timmar. Vice borgmästare Sergej Orlov påstod att "minst hundratalet människor dött".
Den 3 mars yttrade Kontoret för FN:s högkommissarie för mänskliga rättigheter att man bekräftat åtminstone 1 006 civila döda eller skadade under invasionens första vecka, men att man trodde att "de verkliga siffrorna är betydligt högre."
Den 6 mars yttrade Världshälsoorganisationen att de hade bevis för att flera vårdinstitutioner i Ukraina hade attackerats. Enligt generaldirektören Tedros Adhanom Ghebreyesus utgör dessa "attacker mot vårdinstitutioner eller vårdpersonal ett brott mot internationell lag."
Den 24 mars anklagades Ryssland av Amnesty International för att vid upprepade tillfällen ha brutit mot internationell lag under invasionens första månader genom attacker mot civila mål. Enligt Amnesty har verifierade rapporter etablerat flera attacker mot sjukhus och skolor, samt användandet av både oprecisa explosiva vapen och olagliga vapen såsom klusterbomber.
Den 8 april dödades minst 50 civila av en OTR-21 Totjka-missil medan de väntade på att evakueras från Kramatorsk. Ukraina anklagade Ryssland för att ha utfört attacken. Enligt Ukrainska källor skadades minst 300 personer, minst 50 dödades varav 5 uppges ha varit barn. Tusentals människor väntade vid järnvägsstationen för att evakueras till säkrare regioner i Ukraina när attacken utfördes. En av missilerna hade frasen "för barnen" skriven på sig på ryska. Enligt Ukrainas utrikesminister Dmytro Kuleba visste ryska styrkor om att stationen var full med civila när de attackerade. Enligt tidiga rapporter i statlig rysk media sas det att missilen hade träffat ett militärt mål, men Ryssland ändrade sig sedan till att avsäga sig ansvar för attacken.

## Butjamassakern

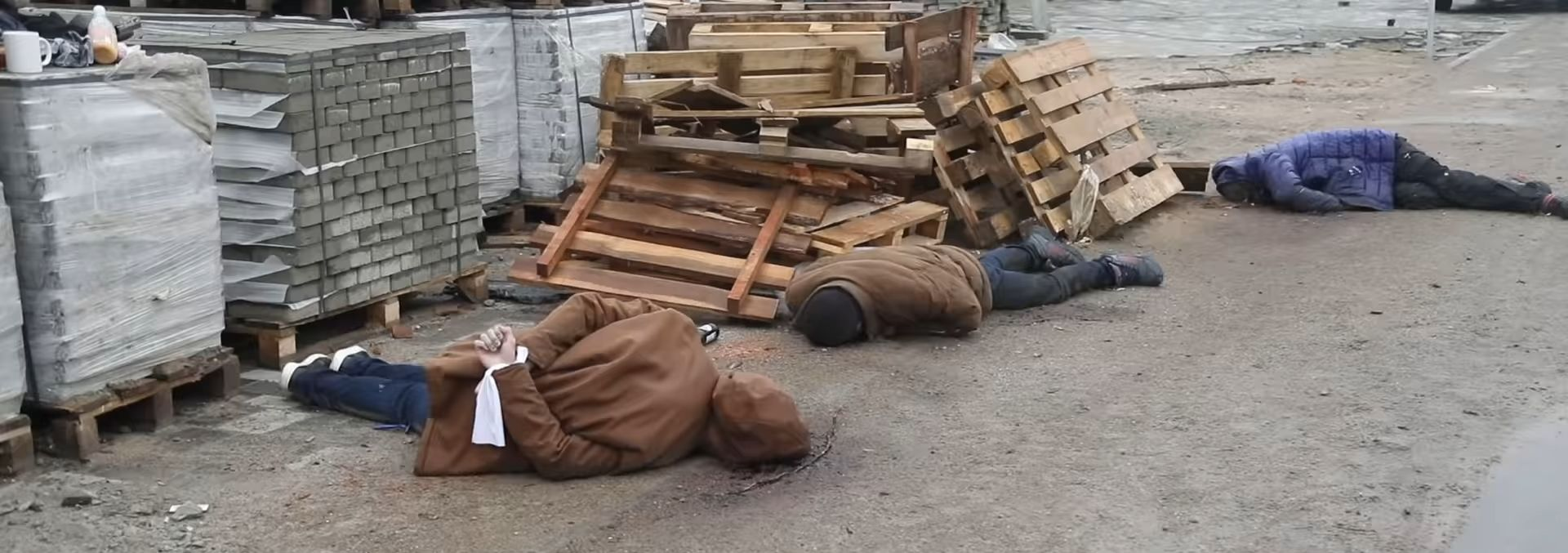
Butjamassakern, där mellan 73-458 civila uppskattas ha avrättats av rysk militär.

Ryska styrkor norr om Kyiv drog sig tillbaka i slutet av mars 2022. Videos dök senare upp från Butja som visade kroppar på gatorna, minst tjugo iförda civila kläder. AFP såg minst tjugo civila kroppar på gatan, alla skjutna i bakhuvudet. Minst en hade händerna bundna. Ytterligare 270 till 280 begravdes i massgravar. Polisen uppgav den 15 april att de hade hittat 350 kroppar i Butja, de flesta med skottskador.
Drönarvideo som verifierats av The New York Times visade två ryska pansarfordon som avlossat skott mot en civil person som gick med en cykel. En senare video visade den döda kroppen ligga bredvid en cykel. The Economist rapporterade om en man som fastnade vid en vägspärr som utsattes för artillerield, sedan blev tillfångatagen, misshandlad och torterad, för att sedan föras ut och skjutas. Han undkom genom att låtsas vara död tills han kunde fly. BBC News rapporterade om civila kroppar som hade bundits och körts över av en stridsvagn.